# Eulemur
Genre
Synonymes
- Petterus Groves & Eaglen, 1988[1]

Eulemur est un genre de primates lémuriformes de la famille des Lemuridae. Comme tous les lémuriens, ses représentants sont endémiques de Madagascar et des îles attenantes.

## Description et caractéristiques

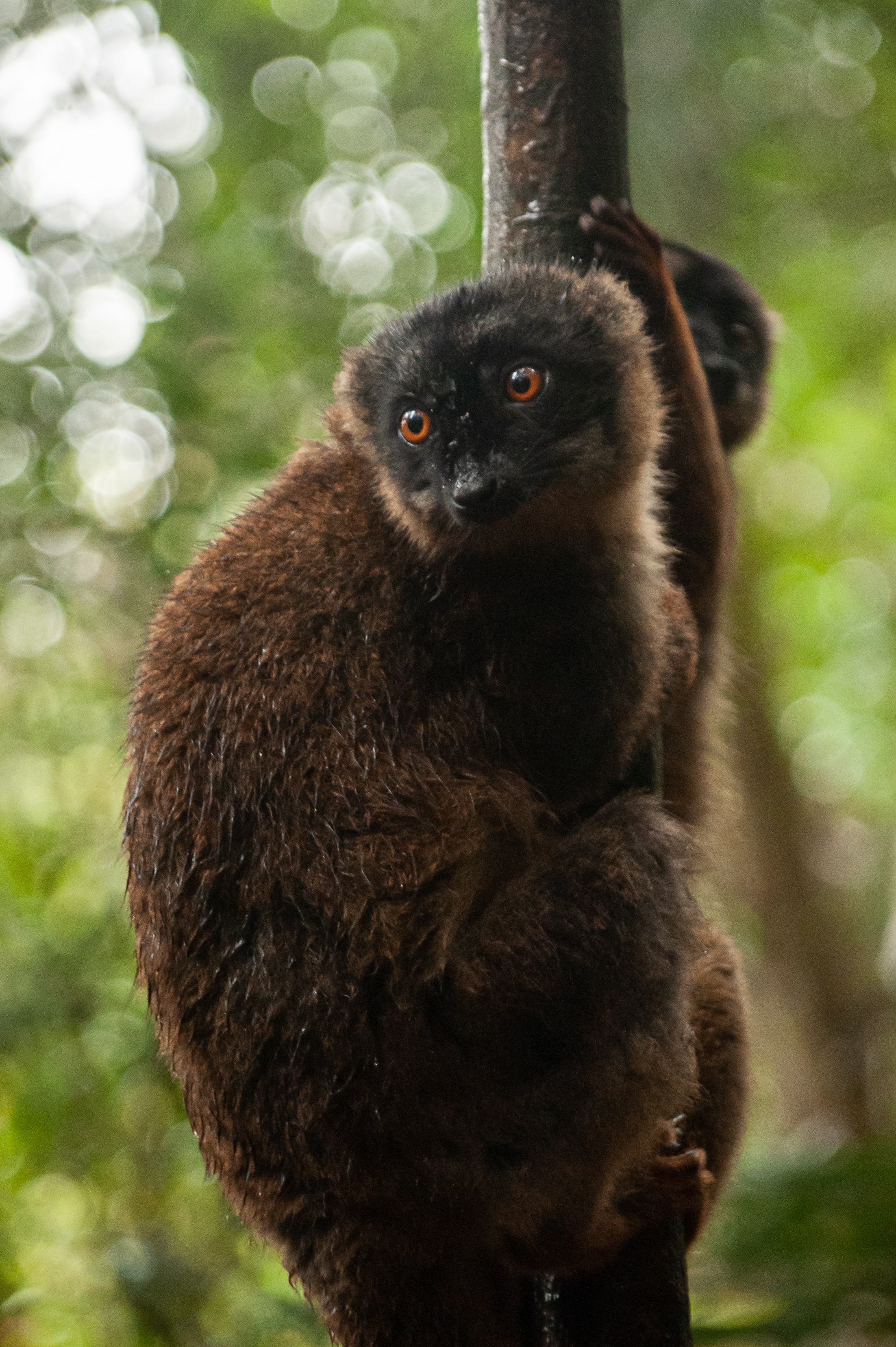
Eulemur fulvus de Mandraka parc

Les espèces de ce genre sont communément appelés eulémurs, « lémurs vrais » ou makis. 
La fourrure des eulémuriens est longue et souvent brun rougeâtre. Le dimorphisme sexuel dans la coloration est courant (dichromatisme sexuel), comme chez le lémur noir. Les eulémurs mesurent entre 30 et 50 cm de long, avec une queue égale ou significativement plus longue que le corps. Ils pèsent de deux à quatre kilos.
Les eulémurs sont des habitants forestiers principalement diurnes, avec certaines espèces préférant les forêts tropicales humides, tandis que d'autres vivent dans des forêts sèches. Ce sont des grimpeurs habiles et capables de traverser de grandes distances en sautant d'arbre en arbre, utilisant leur queue non-préhensile pour s'aider dans la mise en équilibre. Les rares fois où ils sont contraints de descendre au sol, ils se déplacent presque exclusivement sur toutes les quatre jambes. Les eulémurs sont des animaux sociaux, qui vivent en groupes de 2 à 15 membres.
Le régime des eulémurs est presque exclusivement herbivore : fleurs, fruits et feuilles, parfois complétés par des insectes. 
La gestation dure 125 jours. Pendant le début de l'automne ou de l'été (peu avant le début de la saison des pluies), les femelles mettent bas, généralement deux jeunes. Les nouveau-nés se cramponnent fermement à la fourrure de leur mère, puis vont ensuite sur son dos quand ils sont plus vieux. Après environ cinq mois ils sont sevrés et ils sont entièrement matures à environ 18 mois. L'espérance de vie des eulémurs peut aller jusqu'à 18 ans, parfois plus en captivité.

## Liste des espèces
Selon ITIS (5 septembre 2017) :
- Eulemur albifrons (É. Geoffroy Saint-Hilaire, 1796)
- Eulemur cinereiceps (A. Grandidier & A. Milne-Edwards, 1890)
- Eulemur collaris (É. Geoffroy Saint-Hilaire, 1812)
- Eulemur coronatus (Gray, 1842)
- Eulemur flavifrons (Gray, 1867)
- Eulemur fulvus (É. Geoffroy Saint-Hilaire, 1796) -- Lémur fauve, dont la sous-espèce Maki des Comores
- Eulemur macaco (Linnaeus, 1766)
- Eulemur mongoz (Linnaeus, 1766)
- Eulemur rubriventer (I. Geoffroy Saint-Hilaire, 1850)
- Eulemur rufifrons (Bennett, 1833)
- Eulemur rufus (Audebert, 1799)
- Eulemur sanfordi (Archbold, 1932)

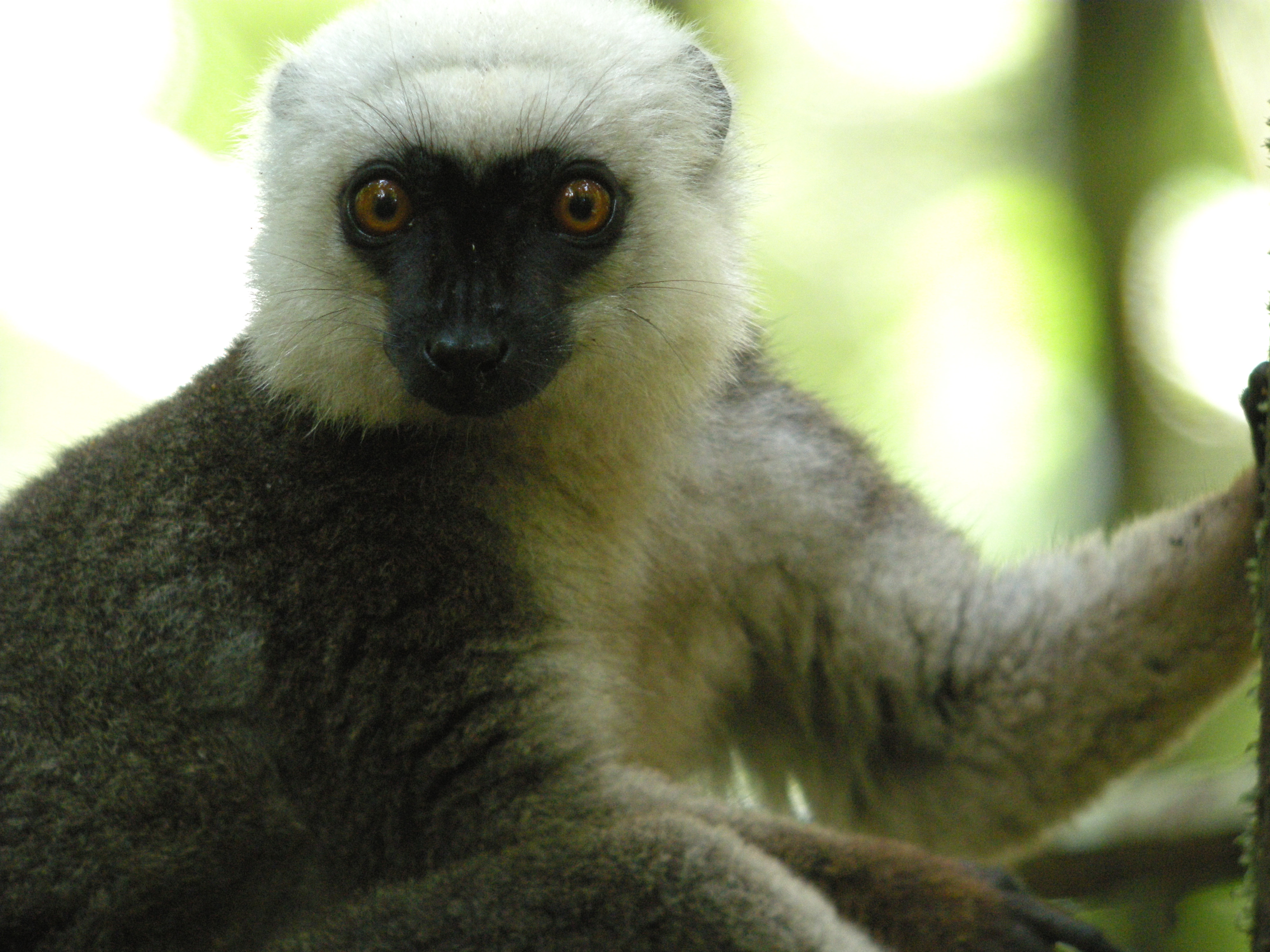
Eulemur albifrons
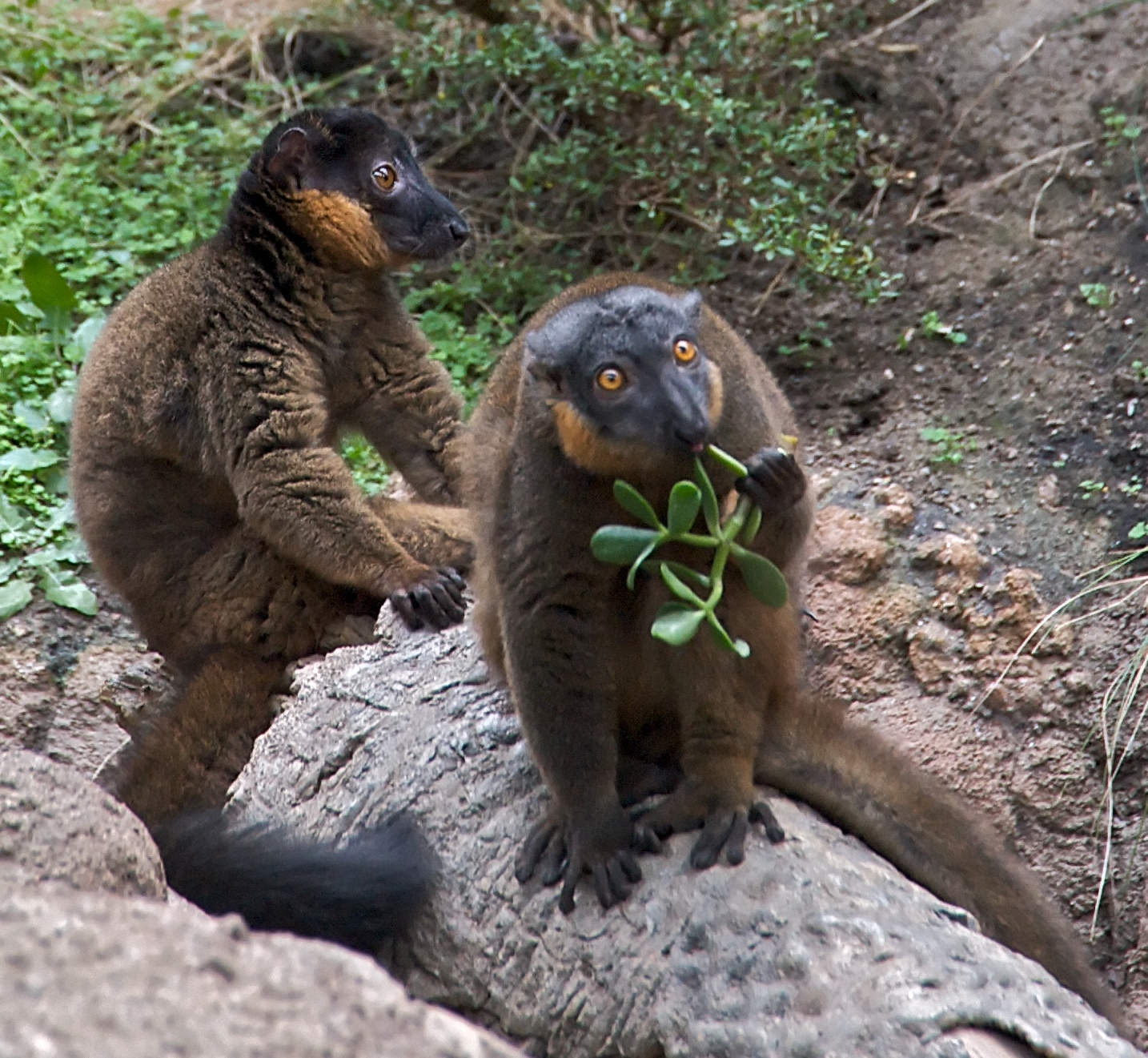
Eulemur collaris
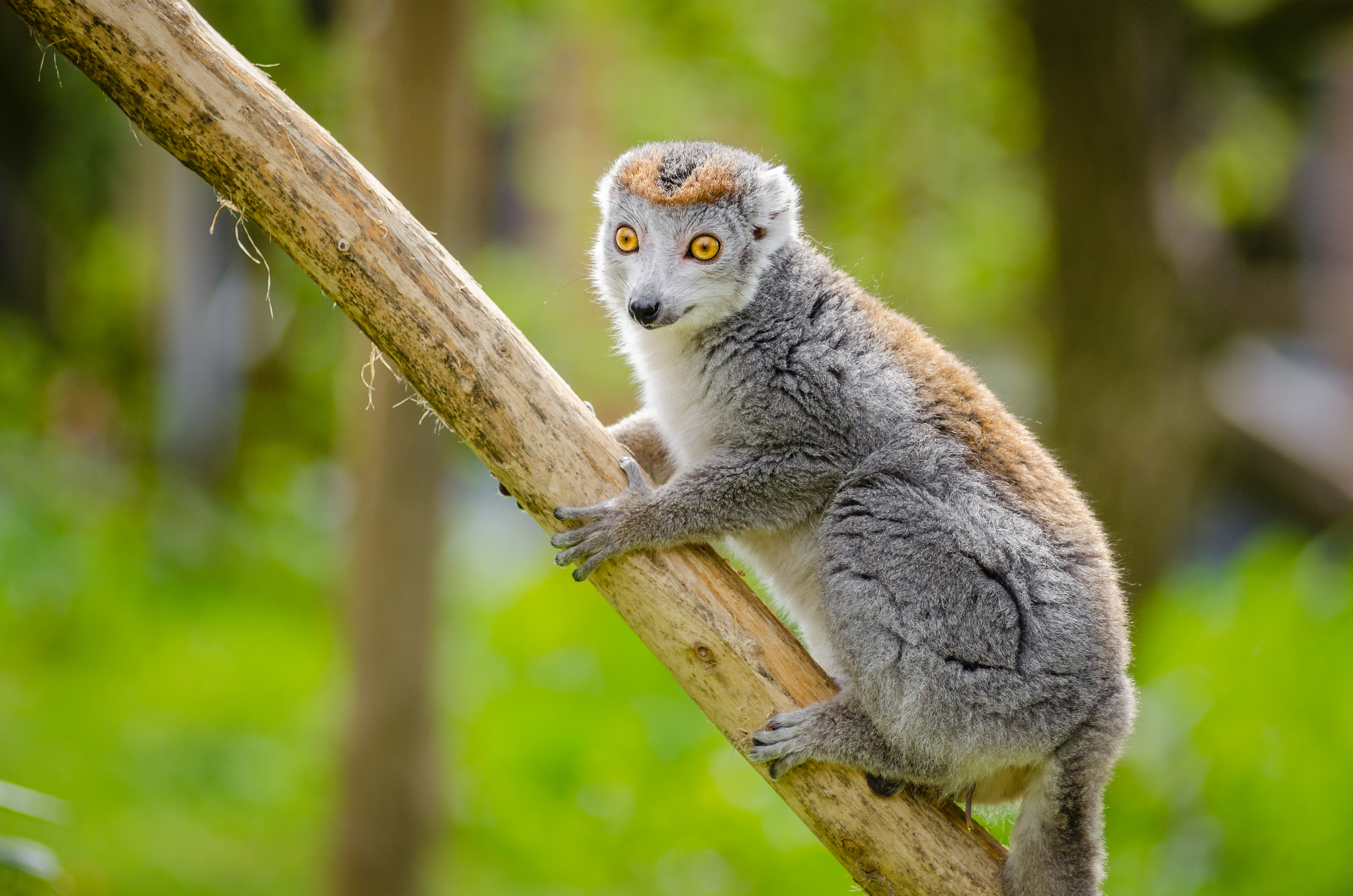
Eulemur coronatus
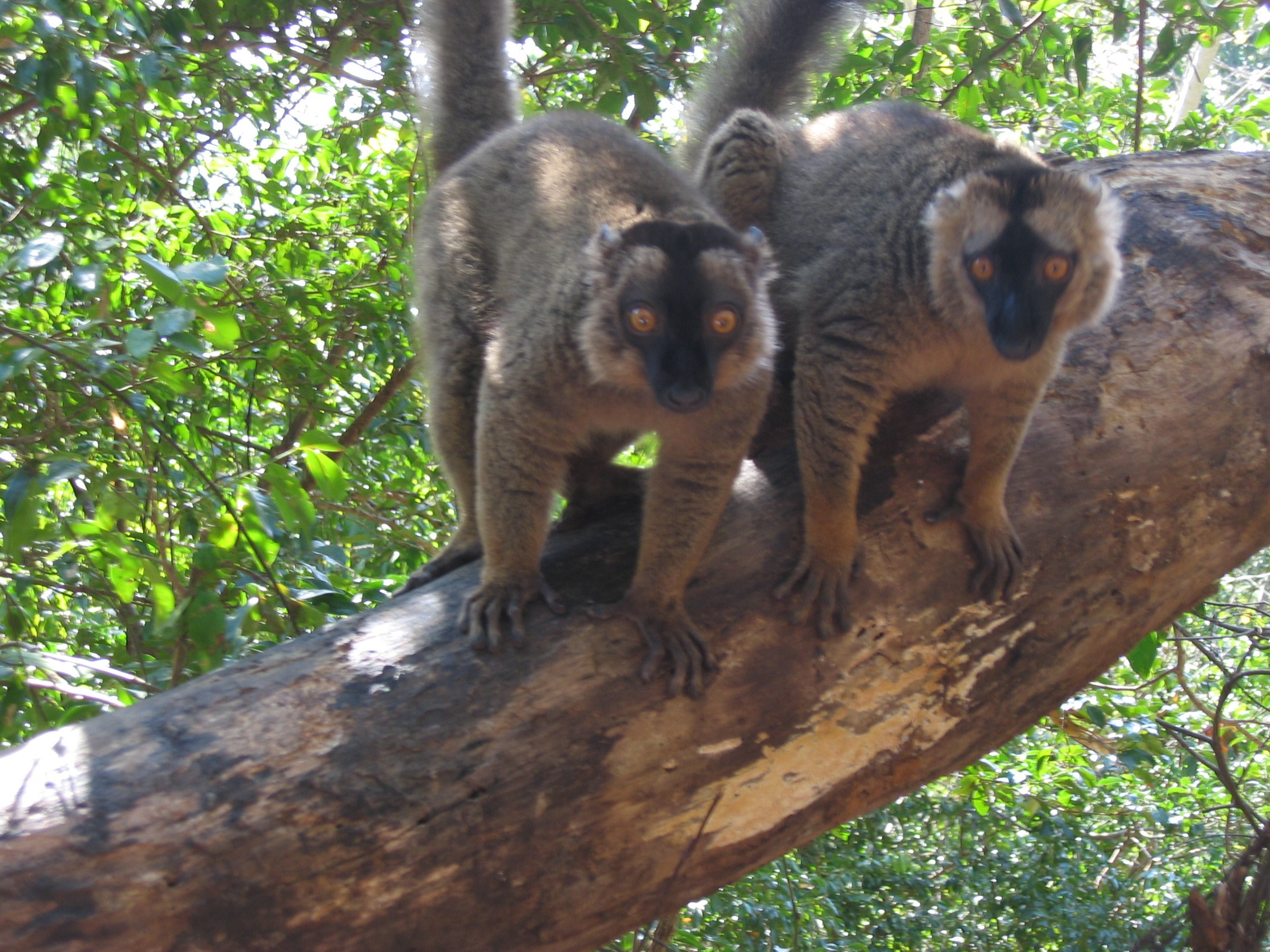
Eulemur fulvus
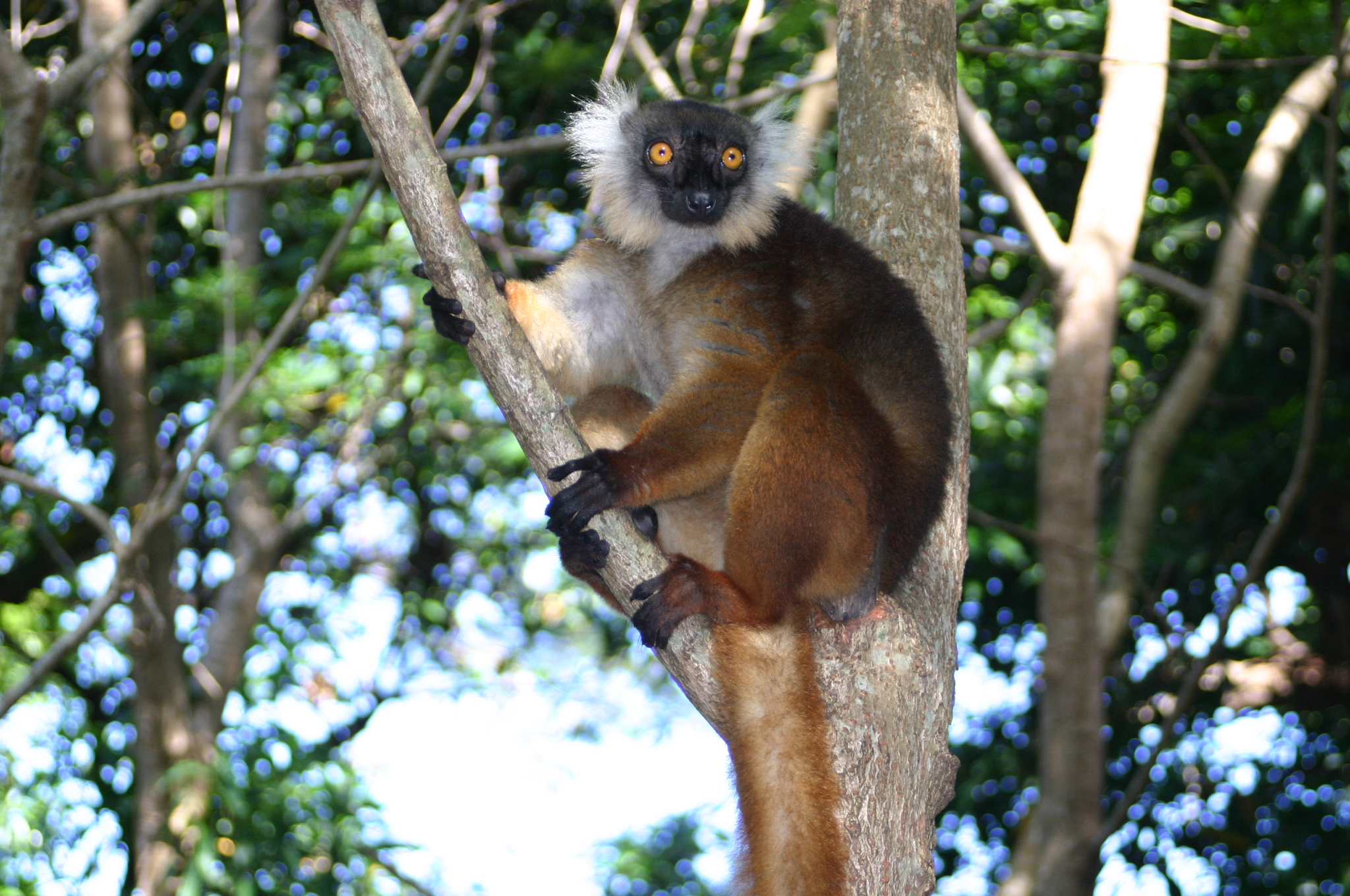
Eulemur macaco
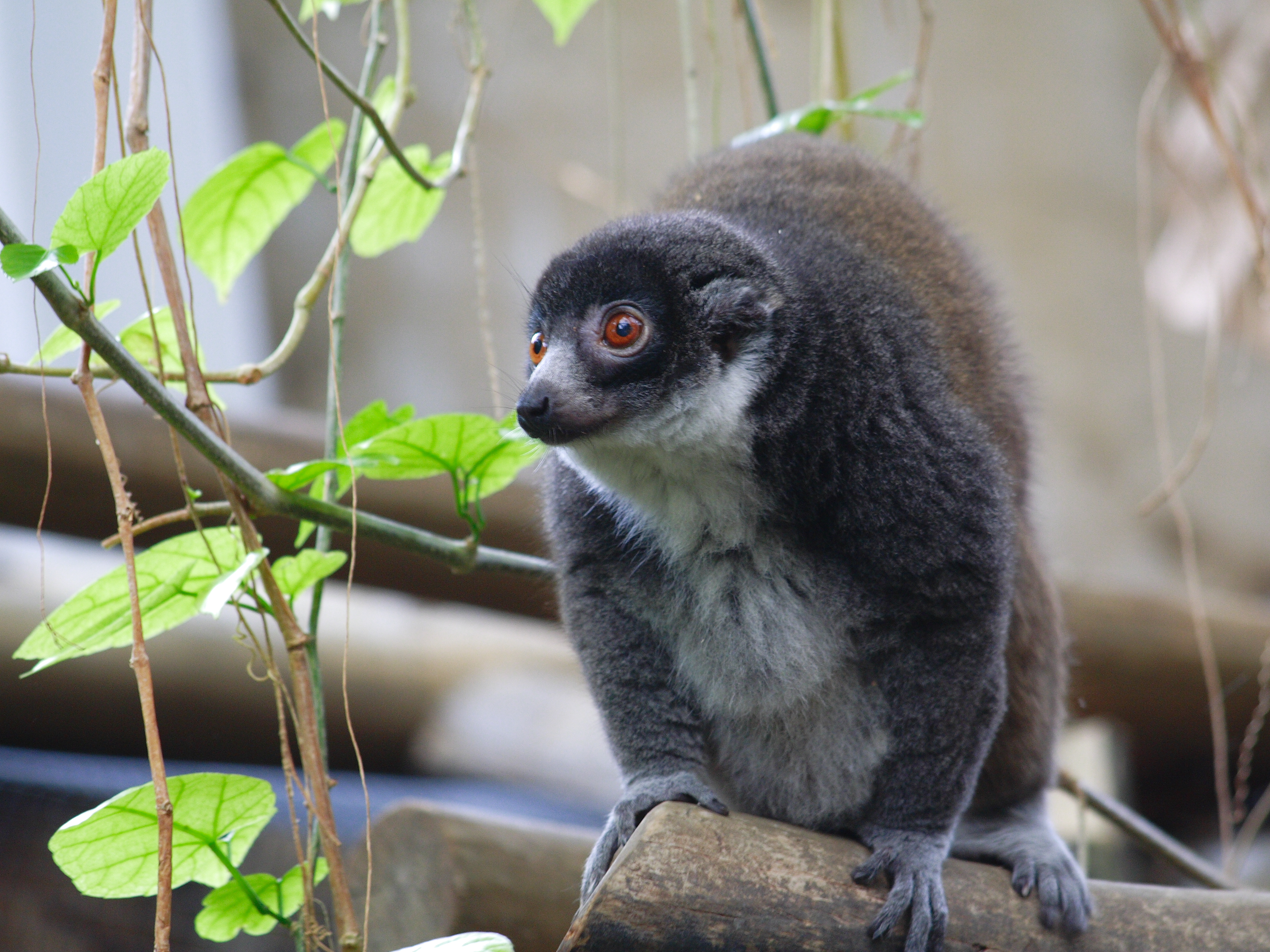
Eulemur mongoz
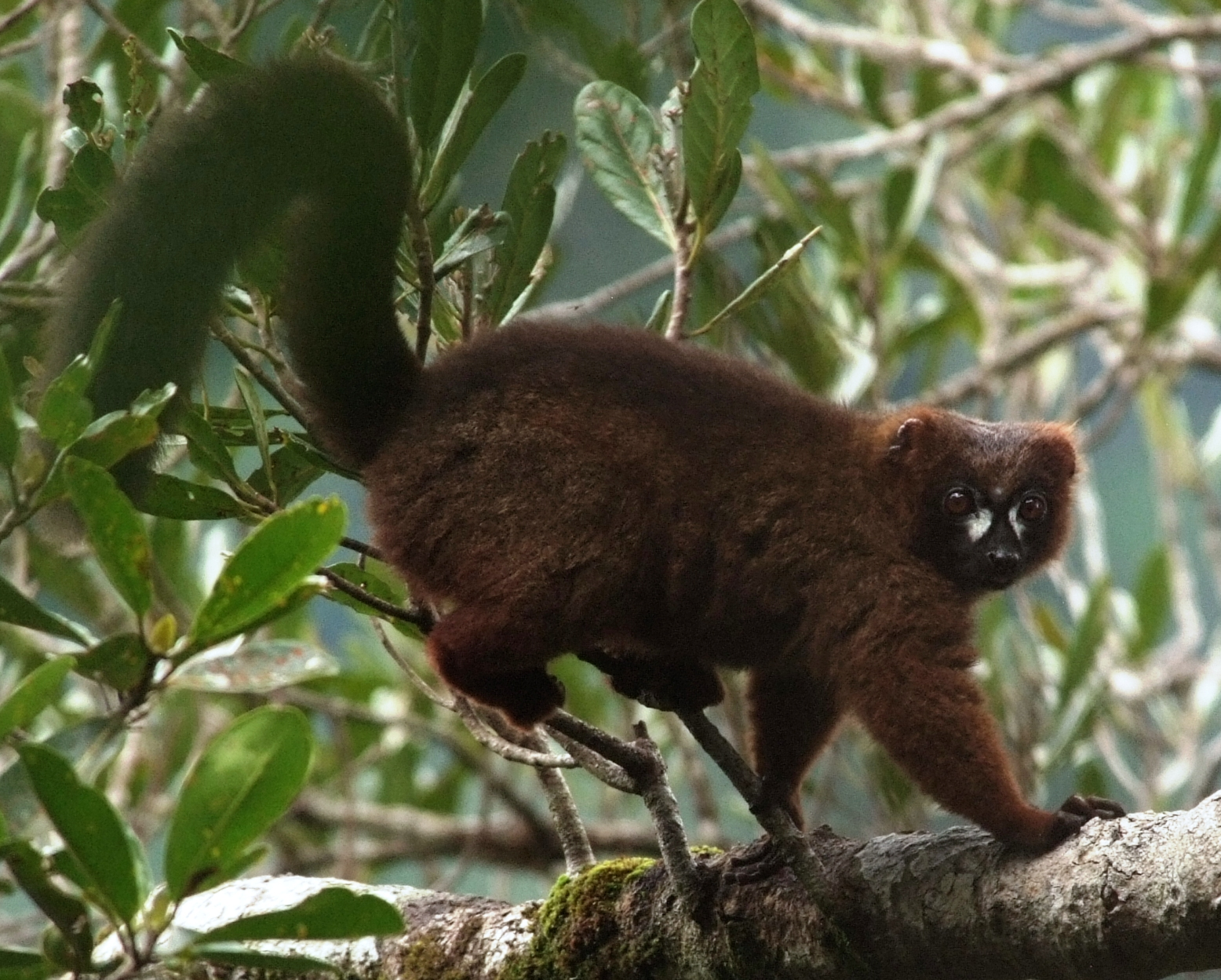
Eulemur rubriventer
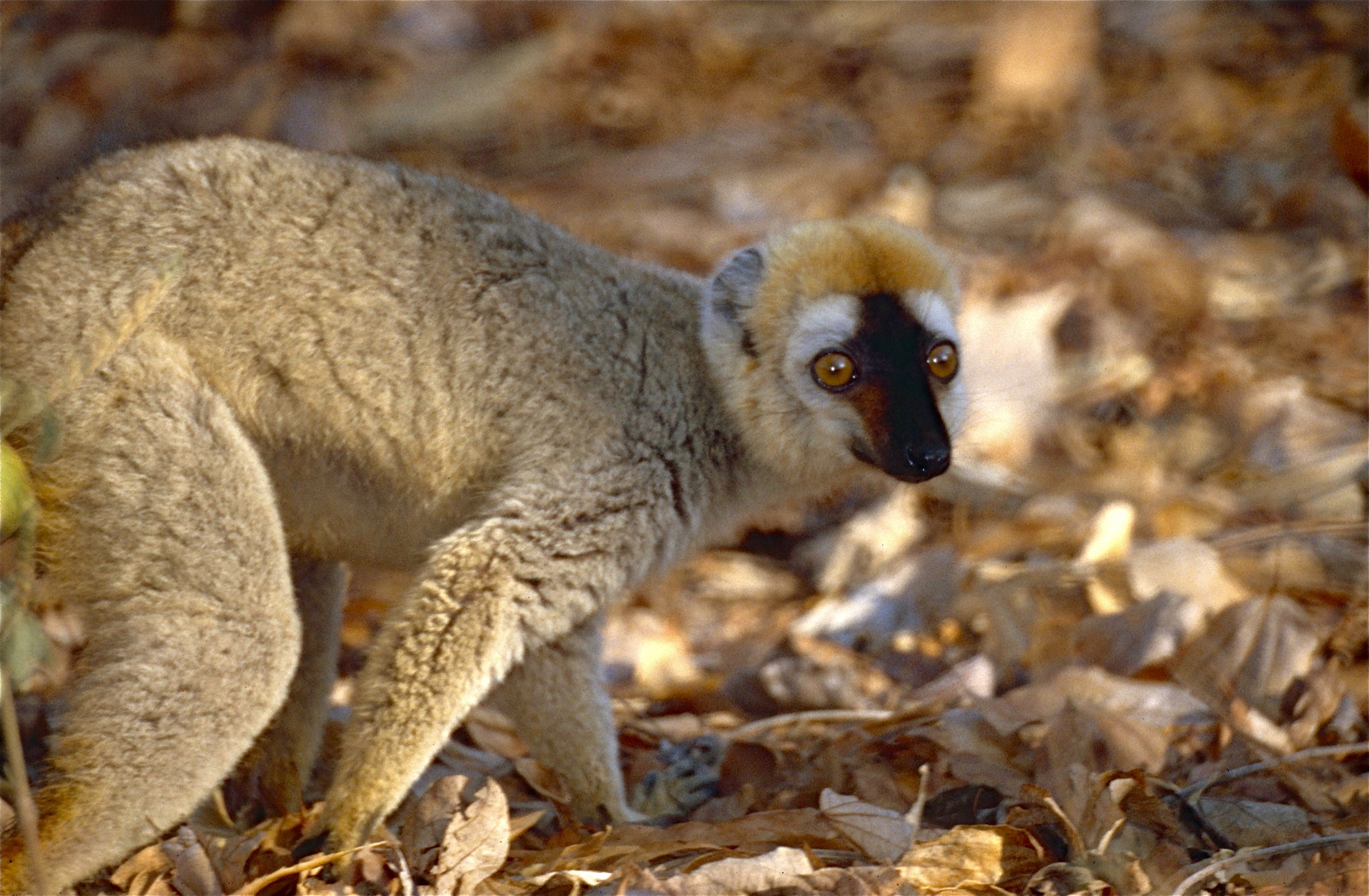
Eulemur rufifrons
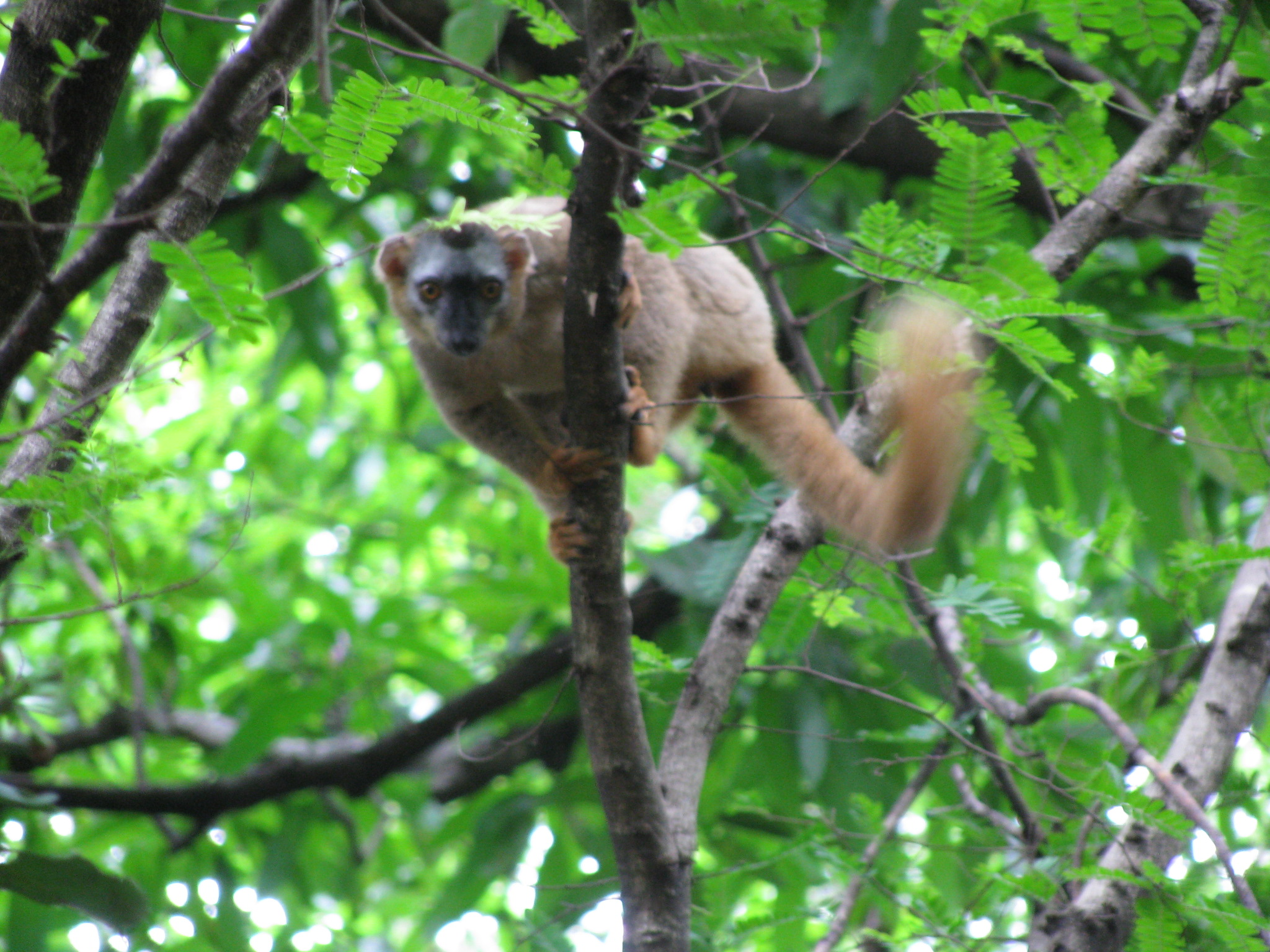
Eulemur rufus
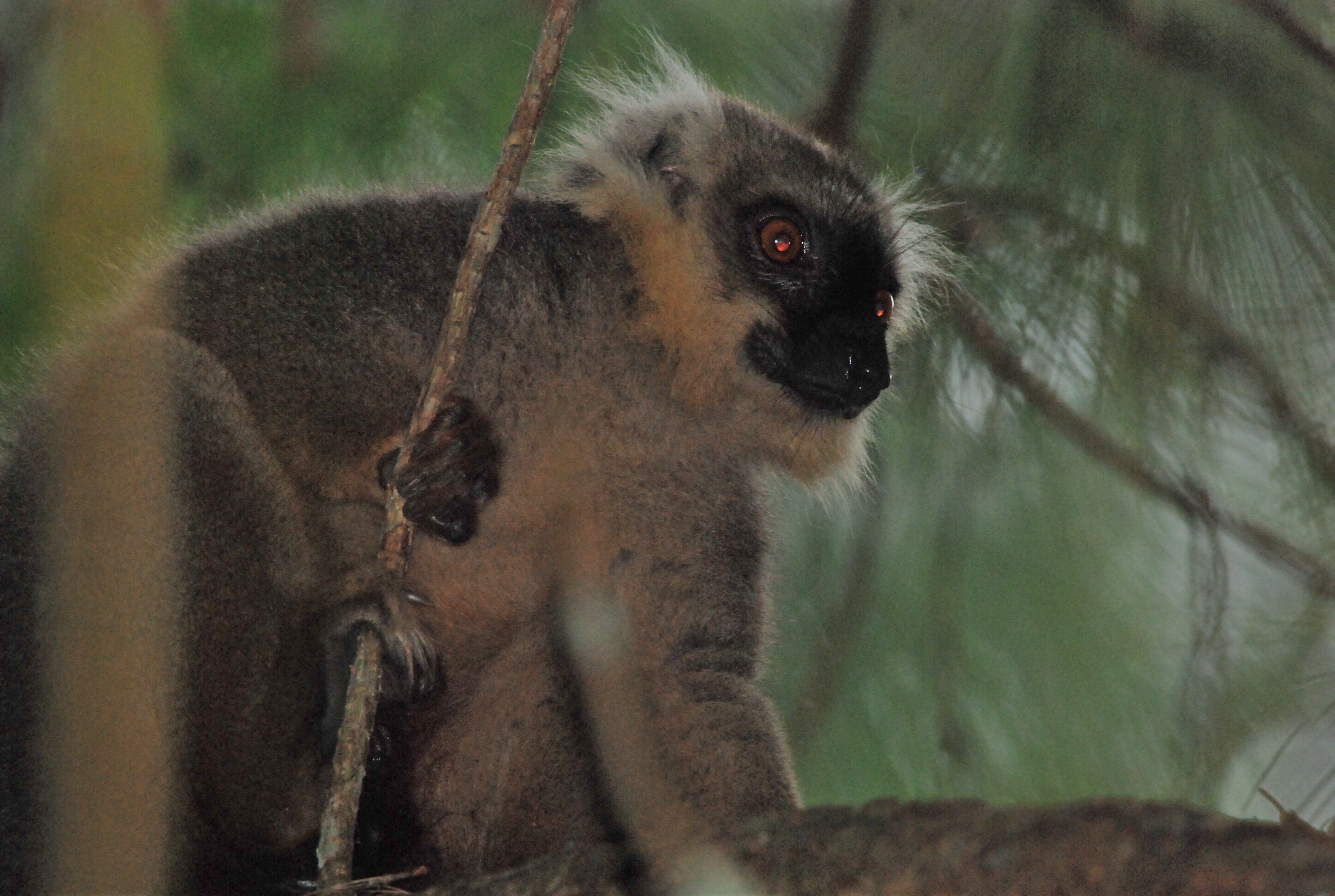
Eulemur sanfordi